# Elimination Chamber (2025)
Elimination Chamber (2025), promowany również jako Elimination Chamber: Toronto (W Niemczech znane jako No Escape) – pietnasta gala wrestlingu w chronologii cyklu Elimination Chamber wyprodukowana przez federację WWE dla zawodników z brandów Raw i SmackDown. Odbyła się 1 marca 2025 w Rogers Centre w Toronto w prowincji Ontario w Kanadzie. Wydarzenie opierało się na Elimination Chamber matchu, rodzaju wieloosobowej walki eliminacyjnej opartego na Steel Cage matchu, w którym stawką było mistrzostwa lub przyszłe walki o mistrzostwo.
Na gali odbyły się cztery walki, w tym dwa Elimination Chamber matche, po jednym dla mężczyzn i kobiet. Walką wieczoru była tytułowa walka mężczyzn, którą wygrał John Cena, zdobywając walkę o Undisputed WWE Championship ze SmackDown na WrestleManii 41, podczas gdy walkę kobiet, która była walką otwierającą, wygrała Bianca Belair ze SmackDown, zdobywając walkę o Women’s World Championship z Raw na WrestleManii. W innym ważnym pojedynku Kevin Owens pokonał Samiego Zayna w unsanctioned matchu. Wydarzenie było świadkiem powrotów Randy’ego Ortona i Jade Cargill. Był to również ostatni występ Ceny na Elimination Chamber z powodu jego wycofania się z profesjonalnego wrestlingu pod koniec 2025 roku i jego heel turnu.
Było to pierwsze wydarzenie Elimination Chamber w Toronto i pierwsze wydarzenie WWE, które odbędzie się w Rogers Centre od czasu WrestleManii X8 w 2002 roku, kiedy było ono jeszcze znane jako SkyDome. Było to pierwsze wydarzenie w Kanadzie od Survivor Series: WarGames w listopadzie 2024 roku i było to drugie wydarzenie Elimination Chamber w Kanadzie od edycji z 2023 roku. Było to również czwarte z rzędu Elimination Chamber, które odbyło się poza Stanami Zjednoczonymi. Było to również pierwsze PPV bez obrony mistrzostwa od Survivor Series w 2021 roku.

## Produkcja

### Tło
Elimination Chamber to cykl gal profesjonalnego wrestlingu, zapoczątkowana przez amerykańską federację WWE w 2010 roku. Od tego czasu odbywa się co roku, z wyjątkiem 2016 roku, zazwyczaj w lutym. Koncepcja wydarzenia polega na tym, że jedna lub dwie walki wieczoru są Elimination Chamber matchami, których stawką są mistrzostwa lub gwarancja przyszłych walk o mistrzostwa.
Ogłoszone 8 listopada 2024 roku 15. wydarzenie Elimination Chamber, zatytułowane Elimination Chamber: Toronto, odbędzie się w sobotę 1 marca 2025 roku w Rogers Centre w Toronto w prowincji Ontario w Kanadzie i wezmą w nim udział wrestlerzy z brandów Raw i SmackDown. Będzie to drugie wydarzenie Elimination Chamber, które odbędzie się w Kanadzie, po 2023 roku, i czwarte, które odbędzie się poza Stanami Zjednoczonymi, po wydarzeniach z 2022, 2023 i 2024 roku, które odbyły się odpowiednio w Arabii Saudyjskiej, Kanadzie (Montreal) i Australii. Będzie to również pierwsze wydarzenie WWE, które odbędzie się w Rogers Centre od czasu WrestleManii X8 w 2002 roku, kiedy stadion był nadal znany jako SkyDome. Będzie to również drugie wydarzenie Elimination Chamber, które będzie miało podtytuł nazwany na cześć miasta-gospodarza i odbędzie się na świeżym powietrzu, oba po 2024 roku.
Wydarzenie będzie transmitowane w systemie pay-per-view na całym świecie i będzie dostępne na żywo w serwisie Peacock w Stanach Zjednoczonych, w serwisie Netflix na większości innych rynków międzynarodowych i WWE Network we wszystkich pozostałych krajach, które nie zostały jeszcze przeniesione do Netflix z powodu wcześniej obowiązujących umów. To oznacza pierwsze pierwsze Elimination Chamber, które będzie transmitowane na żywo w serwisie Netflix po połączeniu WWE Network w ramach usługi w styczniu na tych obszarach. Rogers Communications, właściciel Rogers Centre, był wieloletnim partnerem WWE i jej spółki macierzystej TKO, będąc jej partnerem nadawczym i dystrybucyjnym WWE Network w Kanadzie od 2014 do 2024 roku, a także nadal jako kanadyjski partner nadawczy współwłasnej promocji mieszanych sztuk walki Ultimate Fighting Championship (UFC), siostrzanej firmy WWE w ramach TKO.
W 2011 i od 2013 roku wydarzenie było promowane w Niemczech jako „No Escape” w obawie, że nazwa „Elimination Chamber” (ang. komora eliminacyjna) może przywodzić na myśl komory gazowe używane podczas Holokaustu.

### Rywalizacje
Elimination Chamber oferowało walki profesjonalnego wrestlingu z udziałem wrestlerów należących do brandów Raw i SmackDown. Wyreżyserowane rywalizacje (storyline’y) były kreowane podczas cotygodniowych gal Raw i SmackDown. Wrestlerzy są przedstawieni jako heele (negatywni, źli zawodnicy i najczęściej wrogowie publiki) i face’owie (pozytywni, dobrzy i najczęściej ulubieńcy publiki), którzy rywalizują pomiędzy sobą w seriach walk mających budować napięcie. Kulminacją rywalizacji jest walka wrestlerska lub ich seria.

#### Męski Elimination Chamber match
6 lipca 2024 roku na gali Money in the Bank John Cena oficjalnie ogłosił, że przejdzie na emeryturę z profesjonalnego wrestlingu pod koniec 2025 roku, walcząc dla WWE od 2002 roku (choć w niepełnym wymiarze godzin od 2018 roku). Cena stwierdził również, że weźmie udział w Elimination Chamber, które będzie jego ostatnim wydarzeniem Elimination Chamber. Po przegranym Royal Rumble matchu na Royal Rumble 2025, podczas konferencji po wydarzeniu, Cena oświadczył, że weźmie udział w Elimination Chamber matchu, ponieważ będzie to jego ostatnia okazja do rywalizacji o mistrzostwo świata w głównym wydarzeniu WrestleManii 41. Następnego dnia Generalny Menadżer Raw Adam Pearce ogłosił, że walki kwalifikacyjne rozpoczną się następnej nocy na Raw. CM Punk wygrał pierwszą walkę kwalifikacyjną, pokonując Samiego Zayna. Trzecie miejsce zostało ustalone na odcinku SmackDown z 7 lutego, gdzie Drew McIntyre pokonał Jimmy’ego Uso i LA Knighta w triple threat matchu. Czwarte miejsce zostało ustalone na odcinku Raw z 10 lutego, gdzie Logan Paul pokonał Reya Mysterio. Piąte miejsce zostało ustalone 14 lutego na SmackDown przez kolejny triple threat match, gdzie Damian Priest pokonał Brauna Strowmana i Jacoba Fatu, podczas gdy ostatnie miejsce zostało ustalone 17 lutego na Raw, gdzie Seth „Freakin” Rollins pokonał Finna Bálora. W związku z tym, że zwycięzca Royal Rumble Jey Uso zdecydował się zmierzyć z Gunterem o World Heavyweight Championship z Raw na WrestleManii 41, zwycięzca męskiego Elimination Chamber matchu zmierzy się z Codym Rhodesem o Undisputed WWE Championship ze SmackDown na WrestleManii.

#### Żeński Elimination Chamber match
Kwalifikacje do Elimination Chamber kobiet również rozpoczęły się 3 lutego na Raw. Liv Morgan zakwalifikowała się jako pierwsza, pokonując Iyo Sky przez dyskwalifikację z powodu ingerencji Women’s World Championki Rhei Ripley. Drugie i trzecie miejsce zostało ustalone na odcinku SmackDown z 7 lutego, gdzie Bianca Belair i Alexa Bliss pokonały odpowiednio Piper Niven i Candice LeRae. Czwarte miejsce zostało wyłonione na Raw 10 lutego, gdzie Bayley pokonała Women’s Intercontinental Championkę Lyrę Valkyrię. Piąte miejsce zostało ustalone 14 lutego na SmackDown, gdzie Naomi pokonała Women’s United States Championkę Chelsea Green, a ostatnie miejsce zostało ustalone 17 lutego na odcinku Raw, gdzie Roxanne Perez z NXT pokonała Raquel Rodriguez. W związku z tym, że zwyciężczyni Royal Rumble Charlotte Flair postanowiła zmierzyć się z Tiffany Stratton o WWE Women’s Championship na WrestleManii 41, zwyciężczyni Elimination Chamber matchu kobiet zmierzy się z Rheą Ripley o Women’s World Championship z Raw na WrestleManii.

#### Tiffany Stratton i Trish Stratus vs. Nia Jax i Candice LeRae
W czerwcu 2024 roku Tiffany Stratton i Nia Jax zawarły sojusz. W tym czasie Stratton wygrała Money in the Bank ladder match na gali o tej samej nazwie w lipcu, podczas gdy Jax wygrała WWE Women’s Championship na SummerSlam w sierpniu. W październiku Jax zawarła również sojusz z Candice LeRae. Po miesiącach przekomarzania się, Stratton zwróciła się przeciwko Jax i z powodzeniem wykorzystała swój kontrakt Money in the Bank na odcinku SmackDown z 3 stycznia, kończąc panowanie Jax na 153 dniach. Na Royal Rumble 1 lutego, WWE Hall of Famerka Trish Stratus weszła do walki o tej samej nazwie z numerem 25. Wyeliminowała LeRae, zanim została wyeliminowana przez Jax. Na odcinku SmackDown z 14 lutego, Jax miała rewanż o mistrzostwo, ale walka zakończyła się zwycięstwem Stratton poprzez dyskwalifikację po tym, jak LeRae zaatakowała Stratton. Po walce zarówno Jax, jak i LeRae nadal atakowały Stratton, zanim Stratus, która była w tłumie, pojawiła się, aby wyrównać szanse. Następnie Stratus zaproponowała współpracę ze Stratton na Elimination Chamber: Toronto, a tag team match pomiędzy Stratus i Stratton przeciwko Jax i LeRae został następnie oficjalnie ogłoszony.

#### Sami Zayn vs. Kevin Owens
Podczas styczniowego odcinka Raw z 20 stycznia, Sami Zayn mówił o wygranej w Royal Rumble, zanim przerwał mu długoletni przyjaciel Kevin Owens. Stwierdził, że wie, że Zayn może wygrać Royal Rumble match, ponieważ będzie miał plecy Zayna, tak samo jak Owens wiedział, że Zayn będzie miał plecy w nadchodzącym ladder matchu Owensa przeciwko Cody’emu Rhodesowi o Undisputed WWE Championship również na Royal Rumble. Podczas wydarzenia Owens przegrał z Rhodesem. Podczas walki Zayn pojawił się przy ringu, aby sprawdzić Owensa, ale nie zaangażował się w walkę. W następnym odcinku Raw Zayn nie zakwalifikował się do Elimination Chamber matchu. Po walce Owens zaciekle zaatakował Zayna package piledriverem, poważnie raniąc szyję Zayna (kayfabe) i wykluczając go z akcji na czas nieokreślony. W wiadomości wideo opublikowanej na X, Zayn przekazał aktualne informacje na temat swojej kontuzji i powiedział, że kiedy zostanie medycznie dopuszczony do walki, przyjdzie po Owensa, który odpowiedział i powiedział, że odmowa Zayna udzielenia mu pomocy podczas walki była zdradą. Owens wyzwał również Zayna na walkę na Elimination Chamber, niezależnie od tego, czy Zayn zostanie medycznie dopuszczony do walki. W odcinku Raw z 17 lutego Zayn przyjął wyzwanie Owensa na mecz, ale Generalny Menedżer Raw Adam Pearce odmówił uczynienia walki oficjalną, ponieważ Zayn nadal nie był medycznie dopuszczony do walki. Zayn odmówił opuszczenia ringu, dopóki Pearce nie uczynił walki oficjalną. Pearce powiedział Zaynowi, że nie może usankcjonować walki pomiędzy nimi. W związku z tym unsanctioned match pomiędzy Owensem i Zaynem, w ich rodzinnym kraju Kanadzie, został oficjalnie ogłoszony na Elimination Chamber: Toronto.

#### Cody Rhodes i The Rock
Podczas odcinka SmackDown z 21 lutego, członek zarządu TKO Dwayne "The Rock" Johnson wystąpił w specjalnym wystąpieniu, w którym wyzwał Undisputed WWE Championa Cody’ego Rhodesa. Rock stwierdził, że chociaż stanęli przeciwko sobie na WrestleManii XL w poprzednim roku, to od tego czasu stali się przyjaciółmi. Chociaż Rock chwalił Rhodesa za to, że stał się wielkim mistrzem i mistrzem ludzi, chciał, aby Rhodes był jego mistrzem. Rock twierdził, że może podnieść karierę Rhodesa jeszcze wyżej i może uczynić wszystko możliwym dla Rhodesa i będzie obecny na Elimination Chamber: Toronto, aby uzyskać odpowiedź Rhodesa.

## Wyniki walk
| Nr                                 | Wyniki                                                                                                | Stypulacje                                                                                      | Czas  |
| ---------------------------------- | --- | ----------------------------------------------------------------------------------------------- | ----- |
| 1                                  | Bianca Belair pokonała Liv Morgan, Alexę Bliss, Bayley, Naomi i Roxanne Perez                         | Elimination Chamber match o miano pretendentki do Women’s World Championship na WrestleManii 41 | 29:15 |
| 2                                  | Tiffany Stratton i Trish Stratus pokonały Nię Jax i Candice LeRae poprzez pinfall                     | Tag team match                                                                                  | 11:40 |
| 3                                  | Kevin Owens pokonał Samiego Zayna poprzez pinfall                                                     | Unsanctioned match                                                                              | 27:35 |
| 4                                  | John Cena pokonał CM Punka, Drew McIntyre’a, Logana Paula, Damiana Priesta i Setha „Freakin” Rollinsa | Elimination Chamber match o miano pretendenta do Undisputed WWE Championship na WrestleManii 41 | 32:40 |
| (c) – mistrz/mistrzyni przed walką | |                                                                                                 |       |

### Żeński Elimination Chamber match
| Nr eliminacji | Wrestlerka    | Nr wejściowy | Wyeliminowana przez                 | Metoda eliminacji                          | Czas  |
| ------------- | ------------- | ------------ | ----------------------------------- | ------------------------------------------ | ----- |
| 1             | Naomi         | 1            | Nie była w stanie kontynuować walki | Zaatakowana przez powracającą Jade Cargill | 0:00  |
| 2             | Bayley        | 5            | Liv Morgan                          | Przypięta po otrzymaniu Oblivion           | 19:05 |
| 3             | Roxanne Perez | 4            | Alexę Bliss                         | Przypięta po otrzymaniu Twisted Bliss      | 23:05 |
| 4             | Alexa Bliss   | 6            | Liv Morgan                          | Przypięta ruchem roll-up                   | 25:35 |
| 5             | Liv Morgan    | 2            | Biancę Belair                       | Przypięta po otrzymaniu KOD                | 29:15 |
| Zwyciężczyni  | Bianca Belair | 3            | –                                   | –                                          | 29:15 |

### Męski Elimination Chamber match
| Nr eliminacji | Wrestler               | Nr wejściowy | Wyeliminowany przez | Metoda eliminacji                                     | Czas  |
| ------------- | ---------------------- | ------------ | ------------------- | ----------------------------------------------------- | ----- |
| 1             | Drew McIntyre          | 2            | Damiana Priesta     | Przypięty ruchem roll-up                              | 13:10 |
| 2             | Damian Priest          | 3            | Logana Paula        | Przypięty po otrzymaniu frog splash ze szczytu komory | 14:25 |
| 3             | Logan Paul             | 4            | CM Punka            | Przypięty po otrzymaniu GTS                           | 18:30 |
| 4             | Seth „Freakin” Rollins | 1            | CM Punka            | Przypięty po otrzymaniu Attitude Adjustment od Ceny   | 30:00 |
| 5             | CM Punk                | 6            | Johna Cenę          | Poddany technicznie po założeniu STF                  | 32:40 |
| Zwycięzca     | John Cena              | 5            | –                   | –                                                     | 32:40 |